# Michèle Rubirola
Michèle Rubirola (Marsella, 28 de julio de 1956) es una médica y política francesa. Del 4 de julio al 21 de diciembre de 2020 fue alcaldesa de Marsella convirtiéndose en la primera mujer en ocupar este cargo sucediendo a Jean-Claude Gaudin. Dimitió cinco meses más tarde por razones de salud asumiendo el puesto de primera adjunta a la alcaldía siendo sustituida por el socialista Benoït Payan al frente de la misma. Rubirola lideró en las elecciones municipales de 2020 la coalición Primavera Marsellesa. De 2015 a 2020 fue consejera del departamento de Bouches-du-Rhône.

## Biografía
Michèle Rubirola es nieta de inmigrantes procedentes de España y de Italia. Su padre es militante comunista. Creció en el barrio del Rouet. Interesada por el deporte, integró el primer equipo mixto del Olympique de Marsella, que abandonó por ser demasiado joven. También ha practicado baloncesto.
En los años 1970 se sumó a los movimientos altermundialistas, ecologistas, feministas y antimilitaristas, y a las protestas en Larzac, militó por la legalización del aborto y la contracepción.
En 1966 estudió en el liceo de jóvenes marsellesas, y el liceo Montgrand, donde permaneció hasta llegar a la selectividad en 1973. Abandona entonces el hogar familiar a la edad de 17 años para vivir de manera independiente. Sigue entonces estudios de medicina. Desde pequeña, explica, soñaba en convertir en médico voluntario en Árfica.

### Trayectoria profesional
Michèle Rubirola terminó los estudios de medicina generalista y ejerció en los barrios populares de Marsella. Fue responsable de un programa de educación terapéutica para enfermos crónicos en situación de vulnerabilidad social, en el centro de prevención de Seguro Enfermedad en los Barrios norte y en Bouches-du-Rhône.

### Trayectoria de activismo militante y político
Se sumó a la protesta contra la planta nuclear de Creys-Malville y se unió en 2002 Los Verdes.
Fue delegada a la salud y juventud durante su mandato de adjunta en el Ayuntamiento en el 2.º sector de Marsella.
Fue candidata a las elecciones legislativas de 2007 por Los Verdes, y en 2012, por Europa Ecología Los Verdes, en la 5.º circunscripción de Bouches-du-Rhône, sin éxito.

#### Elección al consejo departemental
Fue elegida consejera departemental EÉLV de Bouches-du-Rhône durante las elecciones de 2015 por el cantón de Marsella-1 junto a Benoît Payan (PS), donde lucha contra de la construcción de un estacionamiento bajo el parque público del palacio Longchamp, y contra el sacrificio de árboles. Es miembro de la asociación "Hábitat alternativo social", que se ocupa de buscar alojamientos a las personas excluidas (discapacitadas, seropositivas, afectadas por enfermedades mentales, etc.). Preside "Europa Social Proyecto Investigación Innovación", una asociación que trabaja con las personas que viven en la calle.
Logró un escaño en la oposición en el seno del grupo socialista ecologista.

#### Candidata de Primavera Marsella
Fue candidata en Marsella en las elecciones municipales de 2020 con la coalición Primavera Marsellesa que reúne a miembros de Europa Ecología Los Verdes, el Partido Socialista, el Partido Comunista Francés, Francia Insumisa, Generación.s, la Izquierda republicana y socialista, Juntos!, Nouvelle Donne, el Partido de Izquierda, Lugar público, el Partido Radical de Izquierda y el Partido Pirata. Fue cabeza de lista por el Ayuntamiento del 3.º sector (que reagrupa el 4.º y la 5.ª  circunvalación de la ciudad).
Dos semanas antes la primera vuelta, la revista Capital denunció que supuestamente Rubirola desarrolló parte de la campaña de las municipales, en enero, durante una baja por enfermedad, prohibido por el Código de la seguridad social. La política aseguró haber pedido la suspensión de su permiso y de las dietas relacionadas después de su designación como candidata y acusó a su adversaria, Martine Vassal, de utilizar la publicación para desprestigiarla. Tres días antes la primera vuelta, Capital publicó vídeos de Michèle Rubirola en campaña sobre el periodo de baja por enfermedad. Benoît Payan, compañero de lista de Michèle Rubirola, respondió que el movimiento de la Primavera Marsellesa se planteaba denunciar a esta publicación para terminar con las acusaciones de las que Rubirola era víctima.
Llegó en cabeza de la primera vuelta en el 3.º sector con 37,38 % de los votos y la lista Primavera Marsellesa de la que era candidata al Ayuntamiento, se situó en cabeza de la primera vuelta de las elecciones 15 de marzo con 23,44 % de votos.

## Alcaldesa de Marsella
El 4 de julio de 2020 fue elegida alcaldesa de Marsella sucediendo a Jean-Claude Gaudin, quien estuvo 25 años al frente de la ciudad. Se convirtió así en la primera alcaldesa de la historia de Marsella. Rubirola ganó la segunda vuelta de la votación del consistorio frente a Guy Teissier candidato de la derecha LR tras la retirada de candidatura y el apoyo de Samia Ghali tras una intensa negociación que la respaldó con nueve concejales.
Dimitió como alcaldesa el 15 de diciembre de 2020 alegando razones de salud y asumió el puesto de primera adjunta a la alcaldía. Fue sustituida por el socialista Benoît Payan miembro también de la coalición Primavera marsellesa quien hasta entonces había ocupado el puesto de primer adjunto a la alcaldía con Rubirola al frente.

## Vida personal
Tiene dos hijas y un hijo.